# Disney Channel Games
Disney Channel Games были ежегодным соревнованием, транслирующимся на канале Disney Channel с 2006 по 2008 год. Игры 2006 года снимались в Калифорнии и их продюсировали 7ATE9 Entertainment.
Игры 2007 и 2008 года снимались в Disney’s Wide World of Sports Complex и Walt Disney World Resort, Флорида. Игры 2007 года продюсировал канал Disney Channel,игры 2008 года продюсировали Buena Vista Television и Penn/Bright Entertainment.

## Disney Channel Games 2006
В 2006 году состоялось первое соревнование. Транслирование началось 10 июня 2006, одновременно с программой So Hot Summer! 2006. Позднее состоялся показ в Великобритании 3 ноября 2006, в Австралии 5 января 2007, в Латинской Америке 26 февраля 2007, в Канаде на канале Family 19 июня 2007.

### Команды

#### Красная команда
| Звезда              | Страна                    | Никнейм       | Представление фильма/сериала       |
| ------------------- | ------------------------- | ------------- | ---------------------------------- |
| Зак Эфрон           | Соединённые Штаты Америки | Капитан       | Классный мюзикл                    |
| Шин Коямада         | Соединённые Штаты Америки | Rock          | Венди Ву: Королева в бою           |
| Кей Панабэйкер      | Соединённые Штаты Америки | Closer        | Life is Ruff Читай и рыдай         |
| Аннелиз ван дер Пол | Флаг Нидерландов          | Knockout      | That’s So Raven                    |
| Дилан Спроус        | Соединённые Штаты Америки | Dominator     | Всё тип-топ, или Жизнь Зака и Коди |
| Мойзес Ариас        | Соединённые Штаты Америки | Secret Weapon | Ханна Монтана                      |

- Наиболее ценными игроками были Эфрон и Панабэйкер. Ариас вернулся в красную команду в следующем году.

#### Синяя команда (победители)
| Звезда          | Страна                    | Никнейм       | Представление фильма/сериала       |
| --------------- | ------------------------- | ------------- | ---------------------------------- |
| Бренда Сонг     | Соединённые Штаты Америки | Капитан       | Всё тип-топ, или Жизнь Зака и Коди |
| Корбин Блю      | Соединённые Штаты Америки | Cooler        | Классный мюзикл                    |
| Ванесса Хадженс | Соединённые Штаты Америки | Heartbreaker  | Классный мюзикл                    |
| Джейсон Эрлз    | Соединённые Штаты Америки | Ice Man       | Ханна Монтана                      |
| Коул Спроус     | Соединённые Штаты Америки | Smartie Pants | Всё тип-топ, или Жизнь Зака и Коди |
| Моник Колман    | Соединённые Штаты Америки | Maverick      | Классный мюзикл                    |

- Наиболее ценными игроками были Сонг, Хадженс и Эрлз. Блю и Спроус вернулись в синюю команду в следующем году

#### Зелёная команда
| Звезда        | Страна                    | Никнейм       | Представление фильма/сериала                       |
| ------------- | ------------------------- | ------------- | -------------------------------------------------- |
| Эшли Тисдейл  | Соединённые Штаты Америки | Капитан       | Всё тип-топ, или Жизнь Зака и Коди/Классный мюзикл |
| Лукас Грейбил | Соединённые Штаты Америки | Jazz          | Классный мюзикл                                    |
| Кайл Месси    | Соединённые Штаты Америки | Big Dog       | Кори в доме                                        |
| Майли Сайрус  | Соединённые Штаты Америки | Triple Threat | Ханна Монтана                                      |
| Эмили Осмент  | Соединённые Штаты Америки | Power house   | Ханна Монтана                                      |
| Митчел Муссо  | Соединённые Штаты Америки | Muscle        | Ханна Монтана                                      |

- Самыми ценными игроками были Сайрус (дважды) и Месси. Сайрус и Грейбил вернулись в зелёную команду в следующем году.

### Концертные выступления
- В церемониях открытия и закрытия игр концертных выступлений не было, но в обеих церемониях были дополнительные мероприятия.
- Церемония открытия состоялась 19 июня 2006, состоялось первое мероприятие.

19 августа 2006 состоялась церемония закрытия . Были показаны 10 лучших моментов в играх. Синяя команда была признана победителем и награждена кубком, другие же команды получили медали 2 и 3 места.

### Соревнования
| Неделя | Событие                      | Описание | Дата показа     | Победитель      |
| ------ | ---------------------------- | --- | --------------- | --------------- |
| 1      | Церемония открытия           | Два игрока один на один участвуют в гигантской полосе препятствий | 10 июня 2006    | Красная команда |
| 2      | Rock Paper Scissors Showdown | Игроки один-на-один играют в Камень-ножницы-бумага. | 24 июня 2006    | Синяя команда   |
| 3      | Hamster Ball Relay           | Игроки участвуют в гонках внутри беличьего колеса. | 1 июля 2006     | Зеленая команда |
| 4      | Dunk Tank                    | Игроки команды против игроков других команд пытаются попасть в цель на стенде.                                                                                                   | 8 июля 2006     | Красная команда |
| 5      | Алфавит / Бросание яиц       | Игроки пытаются найти недостающие буквы, бросают друг другу яйца, пытаясь поймать их. В каждом раунде игроки отходят дальше друг от друга.                                       | 15 июля 2006    | Синяя команда   |
| 6      | Всхождение на гору           | | 29 июля 2006    | Зеленая команда |
| 7      | Викторина                    | | 5 августа 2006  | Синяя команда   |
| 8      | Simon Says                   | В этой игре Брайан Степанек — Саймон, он следит, что делают и не делают игроки. Джейсон Эрлз и Моник Колман, оба из Синей команды, последние оставшиеся. Моник — победительница. | 12 августа 2006 | Синяя команда   |
| 9      | Церемония закрытия           | Победители | 19 августа 2006 | Синяя команда   |

### Оценки
| Команда | Неделя 1 | Неделя 2 | Неделя 3 | Неделя 4 | Неделя 5 | Неделя 6 | Неделя 7 | Неделя 8 | Всего |
| ------- | -------- | -------- | -------- | -------- | -------- | -------- | -------- | -------- | ----- |
| Красные | 125*     | 150      | 200      | 400      | 450      | 550      | 675**    | 725**    | 725   |
| Синие   | 50       | 175*     | 275*     | 400*     | 625*     | -        | 750+     | 925      | 925   |
| Зеленые | 25       | 75       | 225      | 325      | 375      | 625++*   | 675      | 725      | 725   |

- * 25 дополнительные очки по онлайн-голосованию
- + 25 дополнительные очки за выигрыш в The «Pre-Quiz Show Relay»
- ++ 25 дополнительные очки за выигрыш в «Getcha Head In The Game Contest»
- — Не участвовали
- Высшие баллы
- Низшие баллы

### Самые ценные игроки недели
| Неделя | Звезда          | Команда |
| ------ | --------------- | ------- |
| 1      | Ванесса Хадженс | Синие   |
| 2      | Кайл Месси      | Зеленые |
| 3      | Бренда Сонг     | Синие   |
| 4      | Зак Эфрон       | Красные |
| 5      | Майли Сайрус    | Зеленые |
| 6      | Кей Панабэйкер  | Красные |
| 7      | Майли Сайрус    | Зеленые |
| 8      | Джейсон Эрлз    | Синие   |

## Disney Channel Games 2007
Вторые ежегодные Disney Channel Games закончились в августе 2007 года. Проходили в Disney’s Wide World of Sports Complex и Walt Disney World Resort в озере Buena Vista, Флорида, звезды канала Disney Channel из других стран присоединились к командам, образовав новую Жёлтую команду. Кроме того, все команды играли на благотворительность, (включая Boys & Girls Clubs of America, ЮНИСЕФ, Make-a-Wish Foundation и Starlight Children’s Foundation.
Зак Эфрон, Ванесса Хадженс, Кей Панабэйкер, и Аннелиз ван дер Пол. В это время Ванесса Хадженс и Зак Эфрон были в отпуске на Гавайях. Новые игроки из фильмов и сериалов Дисней присоединились к проекту, например, Майара Уолш и Джейсон Долли из «Кори в доме». Каждый игрок не получил своего никнейма, хотя Бренда Сонг осталась капитаном, Дилан Спроус, Кайл Месси, и Корбин Блю попали в другие команды. Фил Льюис и Брайан Степанек также вернулись. Несколько анимационных персонажей также можно было увидеть в аудитории на играх — Ннси Картрайт, Грей Делизл, Данте Бьянко, Джейк Лонг, John DiMaggio (Fu Dog), Кристи Карлсон Романо (Ким Пять-с-Плюсом) и черлидеров, и несколько других.
Выигравшей командой стала Зелёная команда, они получили $25,000 и отдали их фонду «The Boys and Girls Club Of America». Остальные три команды также получили $25,000, в результате все команды отдали на благотворительность равную сумму.

### Команды

#### Красная команда
| Звезда                | Страна                    | Сериал/Фильм                       |
| --------------------- | ------------------------- | ---------------------------------- |
| Бренда Сонг (Капитан) | Соединённые Штаты Америки | Всё тип-топ, или Жизнь Зака и Коди |
| Мойзес Ариас          | Соединённые Штаты Америки | Ханна Монтана                      |
| Адриэн Бейлон         | Соединённые Штаты Америки | The Cheetah Girls 2                |
| Эшли Тисдейл          | Соединённые Штаты Америки | Всё тип-топ, или Жизнь Зака и Коди |
| Джейсон Эрлз          | Соединённые Штаты Америки | Ханна Монтана                      |
| Сержио Мартин         | Испания                   | Disney Channel Spain               |
| Митчел Муссо          | Соединённые Штаты Америки | Ханна Монтана                      |
| Сидни Уайт            | Великобритания            | Disney Channel UK                  |
| Франко Сивил          | Франция                   | Disney Channel France              |

- Самыми ценными игроками были Эрлз (дважды) и Тисдейл. Эрлз, Муссо, Бейлон и Сонг вернулись в красную команду в следующем году.

#### Жёлтая команда
| Звезда               | Страна                    | Сериал/Фильм             |
| -------------------- | ------------------------- | ------------------------ |
| Кайл Месси (Капитан) | Соединённые Штаты Америки | Кори в доме              |
| Джейсон Долли        | Соединённые Штаты Америки | Кори в доме              |
| Сабрина Брайан       | Соединённые Штаты Америки | The Cheetah Girls 2      |
| Эмили Осмент         | Соединённые Штаты Америки | Ханна Монтана            |
| Андреа Гуаш          | Испания                   | Disney Channel Spain     |
| Côme Levin           | Франция                   | Disney Channel France    |
| Шин Коямада          | Япония                    | Венди Ву: Королева в бою |
| Робсон Нунез         | Бразилия                  | Disney Channel Brazil    |

- Самых ценных игроков в команде не было. Месси, Брайан и Гуаш вернулись в жёлтую команду в следующем году.

#### Синяя команда

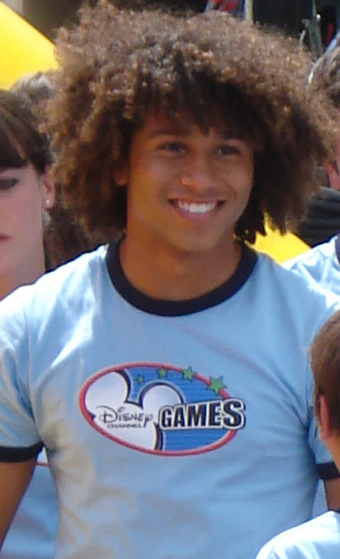
Корбин Блю на Disney Channel Games 2007

| Звезда               | Страна                    | Сериал/Фильм                       |
| -------------------- | ------------------------- | ---------------------------------- |
| Корбин Блю (Капитан) | Соединённые Штаты Америки | Jump In! и Классный мюзикл         |
| Джейк Т. Остин       | Соединённые Штаты Америки | Волшебники из Вэйверли Плейс       |
| Роджер Гонсалез      | Мексика                   | Disney Channel Mexico              |
| Джулио Робинелли     | Италия                    | Disney Channel Italy               |
| Изабелла Сорик       | Германия                  | Disney Channel Germany             |
| Коул Спроус          | Соединённые Штаты Америки | Всё тип-топ, или Жизнь Зака и Коди |
| Майара Уолш          | Соединённые Штаты Америки | Кори в доме                        |
| Кили Уильямс         | Соединённые Штаты Америки | The Cheetah Girls 2                |

### Зелёная команда (победители)
| Звезда                 | Страна                    | Сериал/Фильм                       |
| ---------------------- | ------------------------- | ---------------------------------- |
| Дилан Спроус (Капитан) | Соединённые Штаты Америки | Всё тип-топ, или Жизнь Зака и Коди |
| Брендон Бейкер         | Соединённые Штаты Америки | Джонни Капахала: назад на борт     |
| Пэкс Болдин            | Великобритания            | Disney Channel UK                  |
| Джулиа Боверио         | Италия                    | Disney Channel Italy               |
| Моник Колман           | Соединённые Штаты Америки | Классный мюзикл                    |
| Майли Сайрус           | Соединённые Штаты Америки | Ханна Монтана                      |
| Лукас Грейбил          | Соединённые Штаты Америки | Классный мюзикл                    |
| Бела Клентце           | Германия                  | Disney Channel Germany             |
| Коуку Окада            | Япония                    | Disney Channel Japan               |

- Самые ценные игроки — Спроус (дважды), Окада, Колман и Грейбил. Спроус вернулся в следующем году, снова став капитаном.

### Концертные выступления
- Церемония открытия ира 2007 Games состоялась 15 июня 2007 с концертными выступлениями Корбина Блю и Ханны Монтаны.
- 25 августа 2007 состоялась Церемония закрытия с выступлениями The Cheetah Girls, Jonas Brothers, Майли Сайрус, выступавшей под своим именем, а не Ханны Монтаны, как в первый раз.

| Исполнитель       | Песни                                                | Церемония                                     |
| ----------------- | ---------------------------------------------------- | --------------------------------------------- |
| Корбин Блю        | «Deal With It» «Push It to the Limit» «She Could Be» | Церемония открытия D*Concert iTunes Exclusive |
| Ханна Монтана     | «Life’s What You Make It» «Nobody’s Perfect»         | Церемония открытия D*Concert                  |
| Майли Сайрус      | «G.N.O. (Girl’s Night Out)» «See You Again»          | Церемония Закрытия                            |
| The Cheetah Girls | «Strut» «So Bring It On» «Girl Power»                | Церемония закрытия D*Concert                  |
| Jonas Brothers    | «Kids of the Future» «Hold On» «Year 3000»           | Церемония закрытия D*Concert                  |

### Соревнования
- Disney Channel позволил зрителям проголосовать за те соревнования, которые они хотят увидеть онлайн.

| Неделя | Событие                       | Описание | Дата показа     | Выигравшая команда |
| ------ | ----------------------------- | --- | --------------- | ------------------ |
| 1      | Церемония открытия            | Межнацинальный парад с флагами, представление команд, выступления Корбина Блю и Майли Сайрус как Ханны Монтаны.                        | 15 июня 2007    |                    |
| 1      | Extreme Rock, Paper, Scissors | Камень-ножницы-бумага | 16 июня 2007    | Желтая команда     |
| 2      | Outrageous Obstacle Course    | Два игрока проходят полосу препятствий.                                                                                                | 23 июня 2007    | Красная команда    |
| 3      | Dance Dunk-Off                | В этом испытании участники должны были показать свои танцевальные умения.                                                              | 30 июня 2007    | Синяя команда      |
| 4      | Egg tossing                   | Игроки бросают яйца и пытаются поймать их.                                                                                             | 7 июля 2007     | Желтая команда     |
| 5      | Dunk Tank                     | Игроки пытаются попасть в цель на стенде                                                                                               | 21 июля 2007    | Зеленая команда    |
| 6      | Human Hamster Ball Bowling    | Игроки заключены в гигантский шар. | 28 июля 2007    | Желтая команда     |
| 7      | Super Soccer                  | Игроки забивают «голы» оргромным футбольным мячом.                                                                                     | 4 августа 2007  | Желтая команда     |
| 8      | Simon Says]                   | Брайан Степанек — Саймон. Он следит за тем, что делают или не делают игроки. Джейсон Эрлз стал окончательным победителем соревнования. | 11 августа 2007 | Красная команда    |
| 9      | Церемония закрытия            | Конец Disney Channel Games 2007 года. Определение победителя, выступления Майли Сайрус, The Cheetah Girls, и Jonas Brothers.           | 25 августа 2007 | Зеленая команда    |

### Результаты
| Команда | Неделя 1 | Неделя 2 | Неделя 3 | Неделя 4 | Неделя 5 | Неделя 6 | Неделя 7 | Неделя 8 | Всего |      |
| ------- | -------- | -------- | -------- | -------- | -------- | -------- | -------- | -------- | ----- | ---- |
| Красные | 150      | 350      | 450      | 525      | 675      | 775      | 925      | 1125     | 1125  |      |
| Синие   | 75       | 150      | 350      | 450      | 525      | 675      | 750      | 850      | 850   |      |
| Зеленые | 150*     | 350*     | 550*     | 750*     | 1000*    | 1125*    | 1400*    | 1400*    | 1400* | 1400 |
| Жёлтые  | 200      | 300      | 375      | 575      | 675      | 875      | 1075     | 1225     | 1225  |      |

- * 50 дополнительных очков
- Высшие баллы
- Низшие баллы

### Самые ценные игроки недели
| Неделя | Звезда        | Команды |
| ------ | ------------- | ------- |
| 1      | Коул Спроус   | Синие   |
| 2      | Коуку Окада   | Зеленые |
| 3      | Моник Колман  | Зеленые |
| 4      | Дилан Спроус  | Зеленые |
| 5      | Джейсон Эрлз  | Красные |
| 6      | Лукас Грейбил | Зеленые |
| 7      | Эшли Тисдейл  | Красные |
| 8      | Джейсон Эрлз  | Красные |

## Disney Channel Games 2008
Последние игры Дисней прошли летом 2008 года. Игра проходили в 27 июня по 30 августа 2008. Disney Channel Games имели двух лишних участников, Коди Линли и Меган Мартин. В отличие от предыдущих двух игр, в играх 2008 года было лишь 5 испытаний. Дилан и Коул Спроусы пропустили первый эпизод.
Для этих игр были собраны 27 звезд канала Дисней всего мира в Орландо, Флорида. Начало состоялось в воскресенье, 27 июля 2008 года (20.00) на Disney Channel. Игры сопровождались выступлениями Майли Сайрус, Jonas Brothers, The Cheetah Girls, Деми Ловато и Джордана Пруитта.
Действие проходило в Walt Disney World Resort, Флорида, и также было направлено на благотворительность: Make-A-Wish Foundation, Starlight Starbright Children’s Foundation, ЮНИСЕФ и Boys & Girls Club of America.

### Команды
В играх 2008 года также было 4 команды, но в отличие от предыдущих, каждый команда имела своё название (Инферно, Циклоны, Молния, Кометы)
- Бренда Сонг была капитаном команды все три года, что проводились Игры.
- Коул Спроус — единственный, кто все три года был в одной команде.
- Шин Коямада — единственный, кто менял команду каждый год (06 Красные, 07 Желтые, 08 Синие).
- Бренда Сонг и Джейсон Эрлз были в одной команде каждый год.
- В этом году Фил Льюис не принимал участия в Играх.
- Жёлтая команда — единственная команда, ни разу не выигравшая в Играх.

#### Инферно/Красная команда (победители)
| Звезда                    | Страна                    | Фильм/Сериал                       |
| ------------------------- | ------------------------- | ---------------------------------- |
| Бренда Сонг (Капитан)     | Соединённые Штаты Америки | Всё тип-топ, или Жизнь Зака и Коди |
| Адриенн Бейлон            | Соединённые Штаты Америки | The Cheetah Girls: One World       |
| Митчел Муссо              | Соединённые Штаты Америки | Ханна Монтана                      |
| Анна Мария Перес де Тагле | Соединённые Штаты Америки | Рок в летнем лагере                |
| Дениз Аркендиз            | Австралия                 | Disney Channel Australia           |
| Джейсон Эрлз              | Соединённые Штаты Америки | Ханна Монтана                      |
| Джейк Т. Остин            | Соединённые Штаты Америки | Волшебники из Вэйверли Плейс       |
| Рафаэль Баронези          | Бразилия                  | Disney Channel Brazil              |
| Джезмин Ричардс           | Канада                    | Рок в летнем лагере                |
| Ник Джонас                | Соединённые Штаты Америки | Рок в летнем лагере                |

- Премию зрительских симпатий получили Бренда Сонг и Ник Джонас. Рафа Баронези выиграл mini Week 5.

#### Кометы/Желтая команда
| Звезда                 | Страна                         | Сериал/Фильм                 |
| ---------------------- | ------------------------------ | ---------------------------- |
| Кевин Джонас (Капитан) | Соединённые Штаты Америки      | Рок в летнем лагере          |
| Кайл Месси             | Соединённые Штаты Америки      | Кори в доме                  |
| Кунал Шарма            | Индия                          | Disney Channel India         |
| Сабрина Брайан         | Соединённые Штаты Америки      | The Cheetah Girls: One World |
| Мойзес Ариас           | Соединённые Штаты Америки      | Ханна Монтана                |
| Андреа Гуаш            | Испания                        | Disney Channel Spain         |
| Уй Чун                 | Китайская Республика (Тайвань) | Disney Channel Taiwan        |
| Селена Гомес           | Соединённые Штаты Америки      | Волшебники из Вэйверли Плейс |
| Мартин Берлан          | Франция                        | Disney Channel France        |

- Премию зрительских симпатий получила Селена Гомес за то, что выглядела более всех похоже на свою детскую фотографию. Мойзес Ариас выиграл mini Week 5, сказав, что он был лучшим клоуном Disney Channel Games.

#### Циклоны/Зеленая команда
| Звезда                | Страна                    | Сериал/Фильм                       |
| --------------------- | ------------------------- | ---------------------------------- |
| Дэвид Хенри (Капитан) | Соединённые Штаты Америки | Волшебники из Вэйверли Плейс       |
| Амбра Ло Фаро         | Италия                    | Disney Channel Italy               |
| Джо Джонас            | Соединённые Штаты Америки | Рок в летнем лагере                |
| Джейсон Долли         | Соединённые Штаты Америки | Minutemen                          |
| Дженнифер Стоун       | Соединённые Штаты Америки | Волшебники из Вэйверли Плейс       |
| Дилан Спроус          | Соединённые Штаты Америки | Всё тип-топ, или Жизнь Зака и Коди |
| Челси Стауб           | Соединённые Штаты Америки | Minutemen                          |
| Бред Кавана           | Великобритания            | Disney Channel UK                  |
| Клара Алонсо          | Аргентина                 | Disney Channel Argentina           |

- Дилан Спроус получил премию зрительских симпатий.

#### Молния/Синяя команда
| Звезда                 | Страна                    | Сериал/Фильм                       |
| ---------------------- | ------------------------- | ---------------------------------- |
| Кили Уильямс (Капитан) | Соединённые Штаты Америки | The Cheetah Girls: One World       |
| Деми Ловато            | Соединённые Штаты Америки | Рок в летнем лагере                |
| Шин Коямада            | Япония                    | Disney Channel Japan               |
| Рошон Феган            | Соединённые Штаты Америки | Рок в летнем лагере                |
| Изабелла Сорик         | Германия                  | Disney Channel Germany             |
| Элисон Стоунер         | Соединённые Штаты Америки | Финес и Ферб, Рок в летнем лагере  |
| Коул Спроус            | Соединённые Штаты Америки | Всё тип-топ, или Жизнь Зака и Коди |
| Фарез Бин Жураими      | Сингапур                  | Disney Channel Asia                |
| Роджер Гонсалез        | Мексика                   | Disney Channel Latin America       |

- Награду зрительских симпатий получила Элисон Стоунер из «Молнии» за навыки в соревновании «Foos It Or Loose It» . Шон Коямада получил мини-награду для своей команды.

### Концертные выступления
| Исполнитель            | Песни                                            | Дата показа |
| ---------------------- | ------------------------------------------------ | ----------- |
| Майли Сайрус           | «Breakout» «Fly on the Wall» «See You Again»     | Событие #1  |
| Jonas Brothers         | «Burnin' Up» «S.O.S.»                            | Событие #2  |
| Джо Джонас Деми Ловато | «This is Me»                                     | Событие #4  |
| Джордан Пруитт         | «My Shoes» «One Love»                            | Событие #3  |
| Деми Ловато            | «That’s How You Know» «Get Back»                 | Событие #4  |
| The Cheetah Girls      | «Dance Me if You Can» «One World» «Cheetah Love» | Событие #5  |

### Соревнования
| Неделя | Событие                            | Описание | Дата показа     | Выигравшая команда | Награда                              |
| ------ | ---------------------------------- | --- | --------------- | ------------------ | ------------------------------------ |
| 1      | Колесница чемпионов                | Разделение на четыре команды, постройка «Колесницы чемпионов», выступление Майли Сайрус. | 27 июля 2008    | Синяя команда      | Hawaiian Luau                        |
| 2      | Hang Tight                         | Полоса препятствий, выступление Jonas Brothers. | 2 августа 2008  | Желтая команда     | Игровая комната                      |
| 3      | Babyface-Off                       | Сравнение игроков с их детскими фотографиями | 9 августа 2008  | Красная команда    | Бесплатная палатка                   |
| 4      | Foos It or Lose It                 | Команды соревнуются в матче в живым мячом. | 16 августа 2008 | Желтая команда     | Хип-хоп вечеринка                    |
| 4.5    | Tug of Four                        | Перетягивание каната:Дилан Спроус и Джо Джонас из «Циклонов», Коул Спроус и Кили Уильямс из «Молний», Кевин Джонас и Сабрина Брайан из «Комет» и Адриен Бейлон и Ник Джонас из «Инферно» соревнуются за 5 лишних очков, победитель ездит на проигравшем на Колеснице, построенной в первом испытании. | 16 августа 2008 | Зеленая команда    | 5 лишних очков, поездка на Колеснице |
| 5      | UltraMegaUltimateObstacular Relay! | Гигантская полоса препятствия для участников, Церемония закрытия | 30 августа 2008 | Красная команда    | Нет                                  |

### Результаты
| Команда           | Неделя 1 | Неделя 2 | Неделя 3 | Неделя 4 | Неделя 5 | Всего |
| ----------------- | -------- | -------- | -------- | -------- | -------- | ----- |
| Красные (Инферно) | 10       | 20       | 40       | 55       | 75       | 75    |
| Синие (Молния)    | 20       | 25       | 40       | 50       | 55       | 55    |
| Зеленые (Циклоны) | 15       | 30       | 35       | 45*      | 55       | 55    |
| Жёлтые (Кометы)   | 5        | 25       | 35       | 55       | 70       | 70    |

- Высшие баллы
- Низшие баллы

### Самые ценные игроки недели
| Неделя | Звезда         | Команда |
| ------ | -------------- | ------- |
| 1      | Бренда Сонг    | Инферно |
| 2      | Дилан Спроус   | Циклоны |
| 3      | Коул Спроус    | Молния  |
| 4      | Элисон Стоунер | Молния  |
| 5      | Ник Джонас     | Инферно |

#### Награды Mini Week 5
| Звезда        | Команда |
| ------------- | ------- |
| Шин Коямада   | Молния  |
| Рафа Баронези | Инферно |
| Коул Спроус   | Молния  |

Мойзес Ариас

## Конец проекта
- 4 февраля 2009 было объявлено, что Disney Channel не будет устраивать игры из-за недоступности актеров из-за съемок, туров и других причин. Вместо этого студия посвятила деятельность благотворительности по инициативе Disney’s Friends for Change. В 2010 и 2011 игры также не планировались.